# Tribú de la plebs
El tribú de la plebs (en llatí Tribunus plebis), a vegades traduït com a tribú del poble, era un càrrec públic de la República Romana sorgit cap al segle iv aC. El nom prové del nom que tenia el cap de les tropes que proporcionava cada tribu a l'època del Regne Romà.
El càrrec es va crear l'any 494 aC, aproximadament quinze anys després de la creació de la República Romana. Els plebeus s'havien revoltat contra els patricis i s'havien refugiat al Mons Sacer abandonant la ciutat en massa. Van acceptar de tornar a Roma quan se'ls va garantir la creació d'un càrrec públic inviolable (sacrosancti) i inamovibles. L'estat assumia així la defensa de la figura del tribú. Els primers tribuns, segons la tradició, van ser Luci Albini i Gai Licini.
El tribunat de la plebs es va establir com un contrapoder plebeu, dins de la ciutat, al poder patrici que exercien els cònsols. Fora de la ciutat només tenia poder (imperium) el comandament militar dels cònsols, o del dictador en el seu cas. Com els cònsols, els tribuns de la plebs eren originalment dos, i eren elegits per les assemblees organitzades en cúries (comitia curiata).
Els tribuns podien anul·lar qualsevol decisió d'un magistrat romà, incloent-hi les decisions dels cònsols, que fos perjudicial per a un plebeu (ius auxiliandi). Disposaven d'àmplies facultats en matèria de justícia criminal. A més, al cap de poc temps, els tribuns van passar a dirigir les assemblees de la plebs per tribus (concilium plebis) i les seves votacions.
Les principals facultats dels tribuns (tribunitia potestas) eren:
- Permetre a un plebeu sostreure's al servei militar.
- Impedir que un plebeu fos arrestat per deutes.
- Demandar a través dels agutzils (viatores) a qualsevol ciutadà romà, incloent-hi als cònsols i alts magistrats, fins aleshores exempts de responsabilitat en l'exercici del seu càrrec.

Els tribuns disposaven d'uns oficials auxiliars, per a temes judicials poc importants, on només pogués ser imposada com a pena una multa, anomenats edils de la plebs (aediles plebei) per distingir-los dels guardes d'edificis oficials anomenats també edils (aediles); altres auxiliars dels tribuns van ser els iudices decemviri o decemviri litibus iudicandis, dels quals no se'n coneixen prou bé les funcions.
Els tribuns tenien també inicialment comandament militar, el que els donava dret a la convocatòria de les assemblees per centúries (comitia centuriata), però aviat es va decidir un nou sistema d'assemblees i votacions, mitjançant reunions per tribus. Però com les quatre antigues tribus existents eren massa extenses i constituïen un nombre parell, es va dividir el territori romà en vint-i-un districtes o tribus (495 aC = 260 AUC). Les tribus es dividien en urbanes, que eren quatre, la succusana després suburrana, la collina, l'esquilina i la palatina i les rústiques, que n'eren trenta-una.
Els tribuns no tenien la consideració de magistrats romans, ja que les seves facultats al principi eren merament negatives i, per tant, no podien seure a les selles curuls reservades als magistrats i havien de seure en els bancs. A diferència dels cònsols no disposaven de lictors, de toga galonejada de púrpura (toga praetexta) ni d'insígnies de magistrat. Els tribuns no podien votar al senat ni formar part del consell de la ciutat (Cúria romana). El seu càrrec era anual i acabava cada any el 10 de desembre. En general, el càrrec de tribú requeia en plebeus rics. Tenien la potestat d'imposar la pena de mort a qualsevol que impedís les seves funcions, que s'acostumava a complir llençant el reu des de la Roca Tarpeia. Aquest poder dels tribuns va ser ratificat en nombroses assemblees dels plebeus.
Tiberi Semproni Grac des del seu càrrec de tribú va proposar una llei agrària, la Sempronia agraria sense l'aprovació del senat l'any 133 aC. El seu col·lega Marc Octavi, va posar el vet per primera vegada; Grac va fer deposar Octavi a l'assemblea popular (un fet sense precedents) i va optar a la reelecció (una cosa que tampoc havia passat mai) per assegurar l'aplicació de la llei. Tiberi Semproni Grac va morir assassinat pels conservadors i el seu germà Gai Semproni Grac va patir la mateixa sort. Des de llavors el càrrec va quedar reformat i els tribuns van arribar a ser deu.
Sota August el càrrec de tribú es va convertir en vitalici. L'emperador se'l va atorgar, es va investir del poder del tribú (tribunicia potestas), i així es va poder atribuir el vet a les decisions del senat i podia imposar la pena de mort, a més de tenir immunitat. La majoria d'emperadors, com per exemple Tiberi, Tit, Trajà i Marc Aureli, van assumir també aquest càrrec. Més tard el càrrec es va donar per períodes d'un any a cavallers que tenien més de 27 anys.